# Autoroute R-5 (Espagne)
L'autoroute R-5 est une autoroute urbaine payante appartenant à la Communauté de Madrid qui permet de décharger l'entrée ou la sortie de l'agglomération madrilène depuis l'A-5 au sud-ouest.

C'est une autoroute qui permet de donner une alternative payante aux automobilistes à destination ou en provenance de l'Estrémadure et du sud-ouest.
Elle se détache de la M-40 à Carabanchel et se connecte à l'A-5 à Navalcarnero au sud-ouest.
D'une longueur de 28 km environ, elle relie le périphérique de l'agglomération à Navalcarnero en desservant toutes les villes de la banlieue sud de la capitale (Arroyomolinos, Mostoles, Alcorcón...)
C'est de cette autoroute que commence l'AP-41 à destination de Tolède et bientôt l'alternative à l'A-4 pour l'Andalousie.
La R-5 est gérée par Accesos a Madrid C.E.S.A. qui gère déjà l'Autoroute espagnole Radiale R-3.

## Tracé
- Elle commence au nord de Leganés où elle bifurque avec la M-40 au niveau de la bifurcation avec la M-45.
- Elle contourne Alcorcón par le sud et croise la M-50 au nord de Fuenlabrada
- 8 km plus loin, l'AP-41 se détache pour rejoindre Tolède.
- Elle contourne Arroyomolinos par le sud avant de se connecter à l'A-5 au sud de Navalcarnero.

## Projets
Il est prévu de rallonger la R-5 de 94 km dans l'Estrémadure jusqu'à Talavera de la Reina.

## Sorties
| Sorties                | Villes                         |       |
| ---------------------- | ------------------------------ | ----- |
|                        | Madrid Sud - Toutes Directions | M-40  |
|                        | Leganés - Getafe Madrid Est    | M-45  |
|                        | Toutes directions              | M-50  |
| 03                     | Mostoles - Fuenlabrada - Pinto | M-506 |
| Péage de Mostoles      |                                |       |
|                        | Tolède                         | AP-41 |
| 05                     | Arroyomolinos                  | M-413 |
| Péage de Arroyomolinos |                                |       |
| 06                     | El Álamo - Navalcarnero        | M-404 |
|                        | Badajoz - Mérida Portugal      | A-5   |